# Campestre Erandeni Club
Campestre Erandeni Club är en ort i Mexiko.   Den ligger i kommunen Tarímbaro och delstaten Michoacán de Ocampo, i den södra delen av landet, 220 km väster om huvudstaden Mexico City. Campestre Erandeni Club ligger 1 900 meter över havet och antalet invånare är 508.
Terrängen runt Campestre Erandeni Club är kuperad åt sydväst, men åt nordost är den platt. Runt Campestre Erandeni Club är det tätbefolkat, med 411 invånare per kvadratkilometer. Närmaste större samhälle är Morelia, 5,9 km söder om Campestre Erandeni Club. I omgivningarna runt Campestre Erandeni Club växer huvudsakligen savannskog.